# 查尔斯·洛瓦特·埃文斯
查尔斯·洛瓦特·埃文斯（1884年7月9日—1968年8月29日）是一位英国生理学家，出生于伯明翰，1925年当选英国皇家学会会士，还曾任英国皇家学会副会长，1926—1949年担任伦敦大学学院乔德雷尔生理学教授。